# Референдум в Лихтенштейне по строительству здания Ландтага (1993)
Референдум в Лихтенштейне о строительстве общественных зданий проходил 7 марта 1993 года. Избирателей спросили, одобряют ли они строительство нового здания Ландтага и некоторых дополнительных зданий комплекса. Предложение было отклонено 79,6 % избирателей.

## Контекст
Референдум касался возведения нового главного здания и дополнительных строений для парламента Лихтенштейна.
Это был факультативный референдум по народной инициативе: в контексте статьи № 66 Конституции бюджет, выделенный на строительство этих зданий Ландтагом, подлежал всеобщему голосованию при наличии по крайней мере 1 тыс. подписей зарегистрированных избирателей при поддержке комитета по сбору подписей.

## Результаты
| Выбор                               | Голоса | %    |
| ----------------------------------- | ------ | ---- |
| За                                  | 1 682  | 20,4 |
| Против                              | 6 568  | 79,6 |
| Недействительных/пустых бюллетеней  | 92     | -    |
| Всего                               | 8 342  | 100  |
| Зарегистрированных избирателей/Явка | 14 009 | 59,5 |
| Источник: Démocratie Directe        |        |      |